# Conde de Harewood
Conde de Harewood, no condado de York, é um título do Pariato do Reino Unido. Foi criado em 1812 para Edward Lascelles, 1.º Conde de Harewood, um rico proprietário de plantações de açúcar e ex-membro do parlamento por Northallerton. Ele já tinha sido titulado Barão Harewood, de Harewood no condado de York, em 1796, no Pariato da Grã-Bretanha. Edward foi feito Visconde Lascelles no mesmo momento que recebeu o condado. O viscondado é usado como um título de cortesia pelo herdeiro aparente do condado. Lascelles foi um primo de terceiro grau e herdeiro de direito de Edwin Lascelles, que já em 1790 tinha sido titulado Barão Harewood, do Castelo de Harewood no condado de York (no Pariato da Grã-Bretanha). No entanto, este título ficou extinto com sua morte, em 1795.
O conde foi sucedido por seu filho, o segundo conde. Este notavelmente representou Yorkshire, Westbury e Northallerton na Câmara dos Comuns. Seu filho, o terceiro conde, também foi um membro do parlamento por Northallerton. Seu bisneto, o sexto conde, desposou a Princesa Mary, filha do Rei Jorge V. O sétimo conde, um primo da Rainha Elizabeth II, sucedeu seu pai em 1947 e está na linha de sucessão ao trono britânico.
Entre outros membros da família, está William Saunders Sebright Lascelles, terceiro filho do segundo conde, que foi um político Whig. Seu quinto filho, Sir Frank Cavendish Lascelles, foi o embaixador britânico da Rússia e da Alemanha.
A propriedade principal da família é Harewood House, perto de Leeds, em Yorkshire. O grande palácio foi financiado graças à participação dos escravos nas lucrativas plantações de açúcar. O nome da casa, assim como a baronia e o condado, se pronuncia "Harwood".

## Barões Harewood (1790)
- Edwin Lascelles, 1.º Barão Harewood (1713–1795)

## Barões Harewood, segunda criação (1796)
- Edward Lascelles, 1.º Barão Harewood (1740-1820) (criado Conde de Harewood, em 1812)

## Condes de Harewood (1812)
- Edward Lascelles, 1.º Conde de Harewood (1740-1820)
- Henry Lascelles, 2.º Conde de Harewood (1767-1841)
- Henry Lascelles, 3.º Conde de Harewood (1797-1857)
- Henry Thynne Lascelles, 4.º Conde de Harewood (1824-1892)
- Henry Ulick Lascelles, 5.º Conde de Harewood (1846-1929)
- Henry George Charles Lascelles, 6.º Conde de Harewood (1882-1947)
- George Henry Hubert Lascelles, 7.º Conde de Harewood (1923-2011)
- David Lascelles, 8.º Conde de Harewood (n. 1950)

O herdeiro aparente do atual conde é seu terceiro filho Alexander Lascelles, Visconde Lascelles (n. 1980)

### Linha de Sucessão
- Edward Lascelles, 1.º Conde de Harewood (1740-1820)
  -  Henry Lascelles, 2.º Conde de Harewood (1767-1841)
    -  Henry Lascelles, 3.º Conde de Harewood (1797-1857)
      -  Henry Lascelles, 4.º Conde de Harewood (1824-1892)
        -  Henry Lascelles, 5.º Conde de Harewood (1846-1929)
          -  Henry Lascelles, 6.º Conde de Harewood (1882-1947)
            -  George Lascelles, 7.º Conde de Harewood (1923-2011)
              -  David Lascelles, 8.º Conde de Harewood (n. 1950)
                - (1) Alexander Lascelles, Viscount Lascelles (n. 1980)
                  - (2) Kit Moon William Lascelles (n. 2023)

                - (3) Hon. Edward Lascelles (n. 1982)
                  - (4) Sebastian Lascelles (n. 2020)

              - (5) Hon. James Lascelles (n. 1953)
                - (6) Rowan Lascelles (n. 1977)
                - (7) Tewa Lascelles (n. 1985)
                  - (8) Fran Lascelles (n. 2014)

              - (9) Hon. Jeremy Lascelles (n. 1955)
                - (10) Thomas Lascelles (n. 1982)

            - Hon. Gerald Lascelles (1924-1998)
              - (11) Henry Lascelles (n. 1953)
                - (12) Maximilian Lascelles (n. 1991)